# Opel Olympia
Der Opel Olympia war das erste in Großserie produzierte deutsche Automobil mit selbsttragender, ganz aus Stahlblech gebauter Karosserie. Als Nachfolger des Opel 1,3 Liter, der noch bis Oktober 1935 im Opel-Programm blieb, erhielt er seinen Namen in Anlehnung an die Olympischen Spiele 1936 in Berlin und Garmisch-Partenkirchen.
Bis im Oktober 1940 auf Anordnung der Reichsregierung die Herstellung ziviler Fahrzeuge bei Opel eingestellt werden musste, waren 168.875 Olympia-Pkw gebaut worden. Nach Ende des Zweiten Weltkriegs wurde im Dezember 1947 die Produktion eines überarbeiteten Modells wieder aufgenommen.

## Modellgeschichte

### Allgemeines
Der Olympia wurde im Februar 1935 auf der 25. Internationalen Automobil- und Motorrad-Ausstellung (IAMA) in Berlin vorgestellt und war noch im selben Jahr zu einem Preis von 2.500 Reichsmark erhältlich, was inflationsbereinigt in heutiger Währung ca. 13.400 Euro entspricht.
Wegen seiner selbsttragenden Ganzstahlkarosserie war der Wagen 14 % leichter als der herkömmlich mit separatem Fahrgestell gebaute Opel 1,3 Liter: 835 kg statt 970 kg. Die Verringerung des Luftwiderstandes wurde durch die kleinere Stirnfläche und die weniger zerklüftete Unterseite der Karosserie erreicht.
Die Olympia-Karosserie hatte erstmals eine Sollbruchstelle im Bereich des vorderen Gabelprofils; ein Vorläufer der heutigen Knautschzonen. Der Wagen war als Cabriolimousine oder als zweitürige Limousine erhältlich.

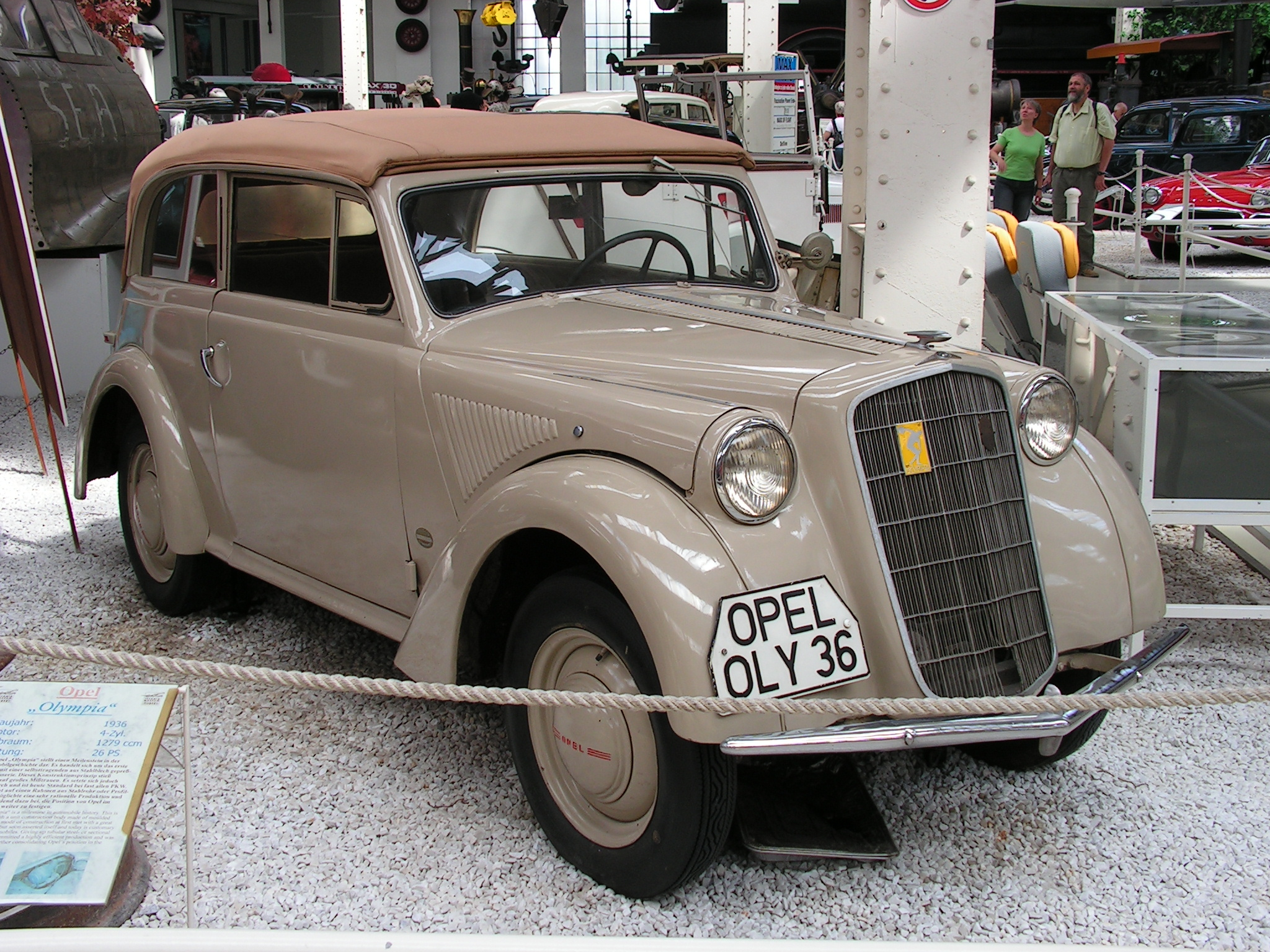
Opel Olympia (1935–1937)
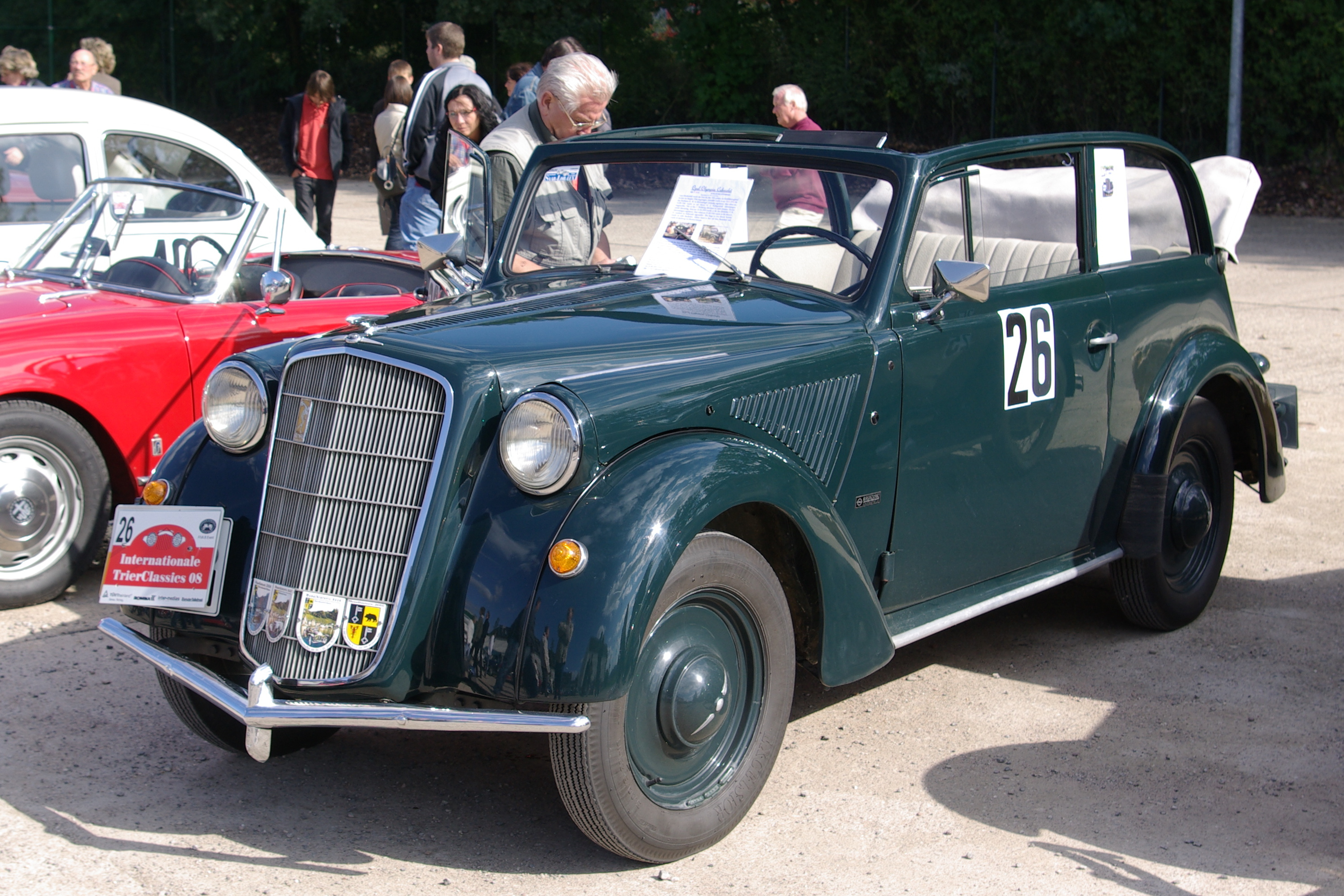
Opel Olympia als zweitürige Cabriolimousine (1936)
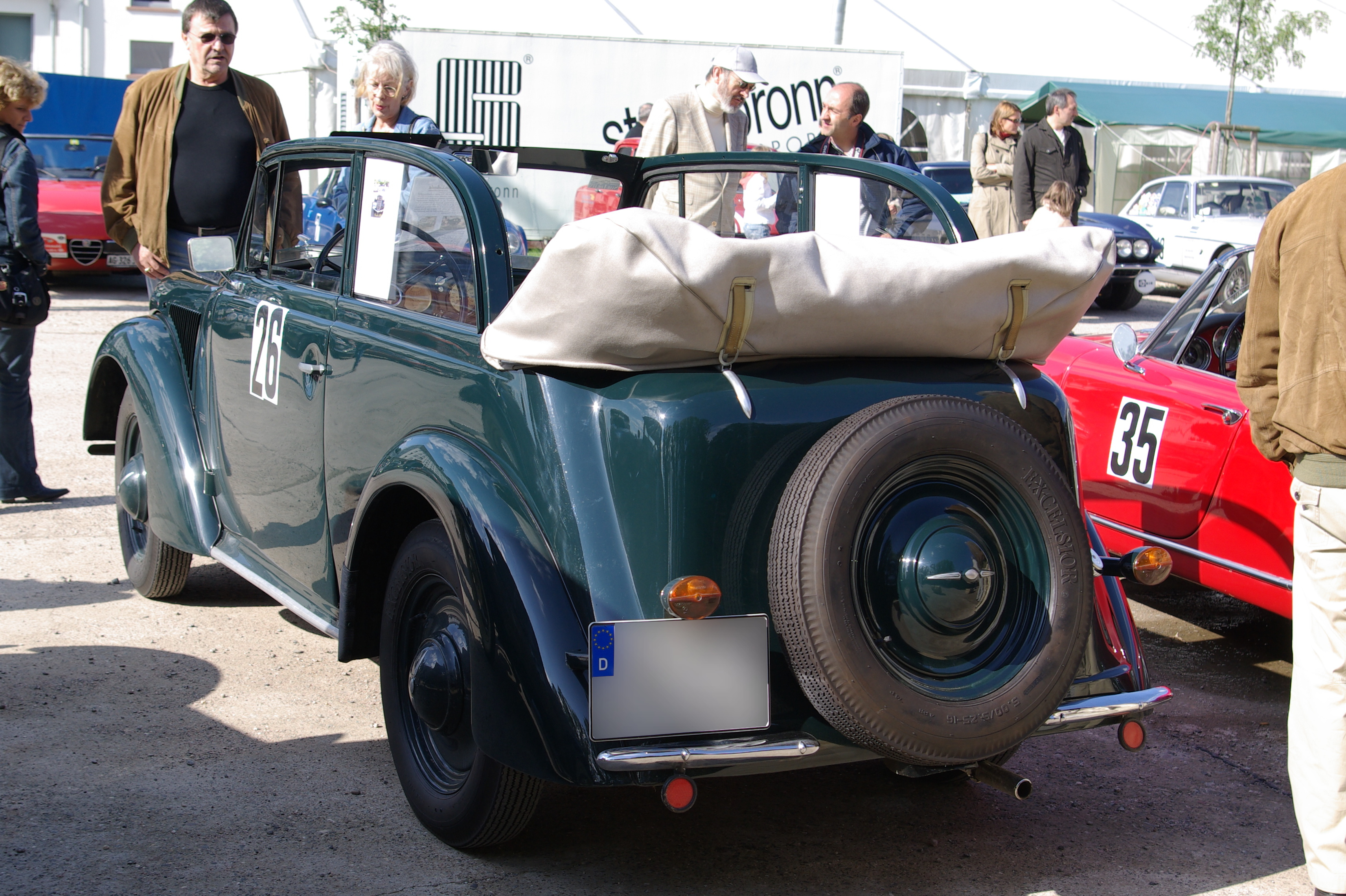
Heckansicht
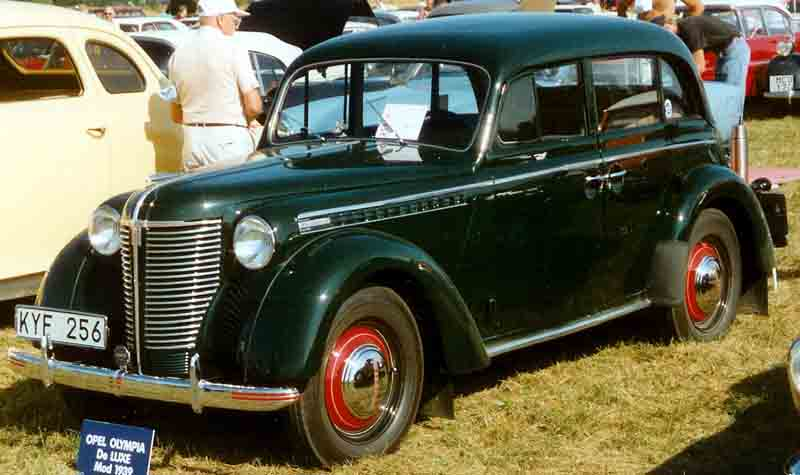
Opel Olympia als viertürige Limousine (1939)
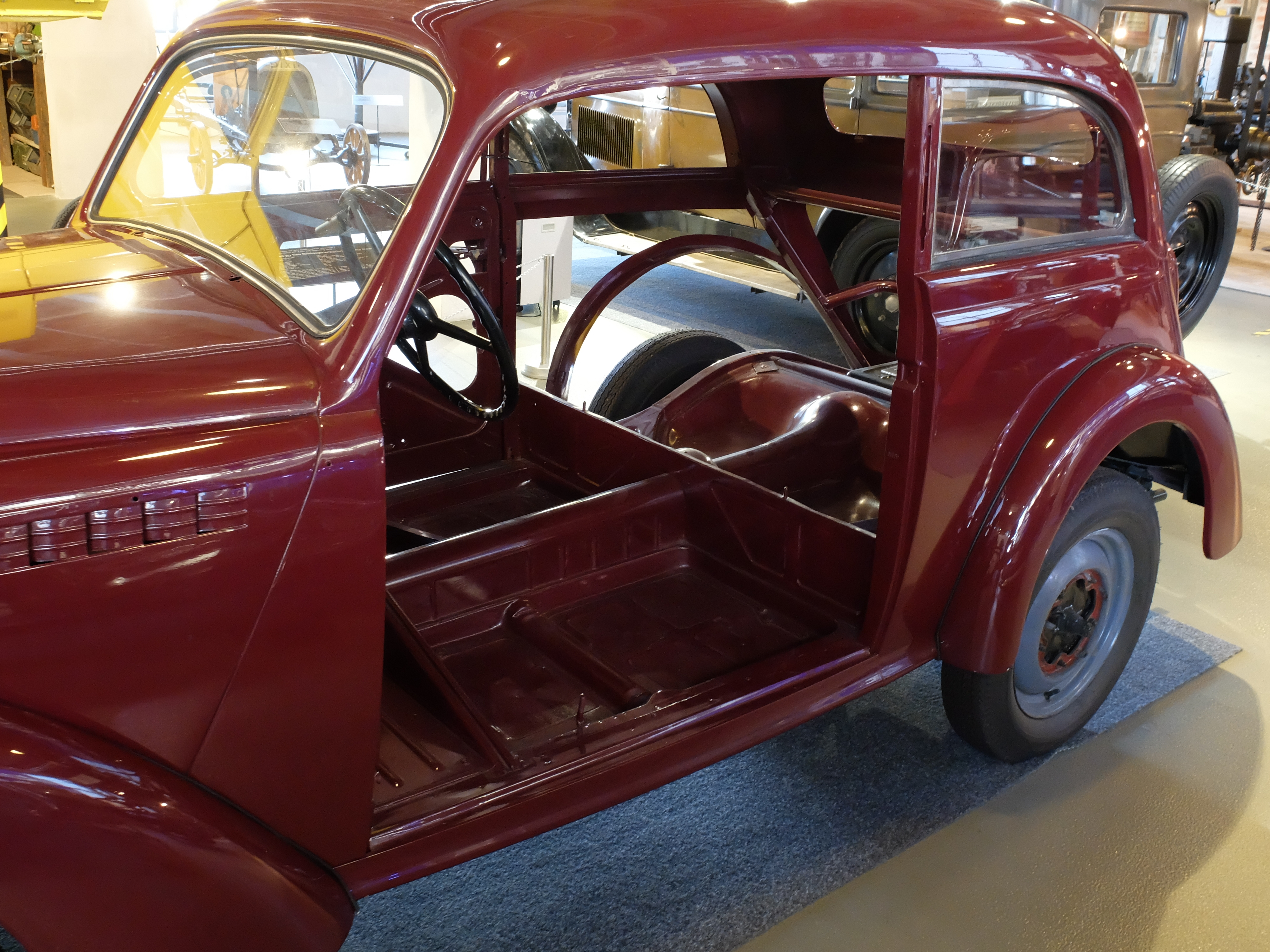
Blick auf die selbsttragende Karosserie

### Technik
Es gab ihn mit zwei verschiedenen wassergekühlten Vierzylinder-Reihenmotoren: bis 1937 mit dem Seitenventiler („stehende Ventile“) des Vorgängermodells Opel 1,3 Liter mit 24 PS (17,7 kW), später 29,5 PS (22 kW) bei 3600/min; ab Ende 1937 mit einem neu entwickelten 1,5-Liter-Motor mit OHV-Ventilsteuerung („hängende Ventile“), vierfach gelagerter Kurbelwelle und 37 PS (27 kW) Leistung, der auch in das von NSU entwickelte Kettenkrad der Wehrmacht eingebaut wurde. Bis 1964 war diese Konstruktion – mit Ausnahme des Kadett-A-Vierzylinders – Basis für alle Vier- und Sechszylindermotoren von Opel. Über Einscheibentrockenkupplung, Vierganggetriebe mit direktem vierten und schrägverzahntem („geräuschlosem“) dritten Gang, Kardanwelle und spiralverzahntem Achsantrieb am Differenzial wurden die Hinterräder angetrieben.
Die vordere Einzelradaufhängung an geschobenen Schwingarmen (Dubonnet-Federknie) war mit einer Starrachse an Blattfedern hinten kombiniert. Diese Art der Vorderradaufhängung wurde Anfang 1934 mit den Modellen Opel 1,3 Liter und Opel 6 neu eingeführt und hieß bei Opel „Synchron-Federung“, weil laut Opel-Werbung die Eigenfrequenzen von Vorder- und Hinterachsfederung gleich groß sein sollten.
In den ersten beiden Jahren hatte der Olympia mechanisch mit Seilzug betätigte Trommelbremsen und ab 1937 hydraulisch betätigte sogenannte „Öldruckbremsen“ von ATE (Lizenz Lockheed). Das Lenkgetriebe arbeitete mit Schnecke und Zahnradsektor. Die 6-Volt-Elektroanlage kam von Bosch; die Starterbatterie hatte eine Kapazität von 70 Amperestunden.
Der 1,3-Liter-Olympia erreichte eine Spitzengeschwindigkeit von 95 km/h und verbrauchte neun Liter Benzin auf 100 km; der 1,5-Liter-Wagen erreichte eine Höchstgeschwindigkeit von 112 km/h und war damit „autobahntauglich“. Der Tankinhalt war 28 Liter.
Der ab Ende Dezember 1947 gebaute Olympia hatte nun unter anderem anstelle der vorderen Dubonnet-Aufhängung eine Doppelquerlenker-Radaufhängung, ähnlich der, die im ersten Opel Kapitän ab 1938 zu finden war. Der Olympia kostete 1948 nach der Währungsreform 6.785 DM (entspricht inflationsbereinigt in heutiger Währung 21.100 Euro). Das 1950er Modell gab es mit einer modernisierten Karosserie auch als Kastenwagen, der von Karosseriebauern wie Autenrieth, Miesen, Rappold, Popp, Dello und anderen zu Kombiwagen umgebaut wurde. 1953 folgte der bis 1957 produzierte Opel Olympia Rekord.
Opel verwendete den Namen Olympia später erneut für den von 1967 bis 1970 gebauten Opel Olympia A.

## Olympia ’47 (1947–1949)

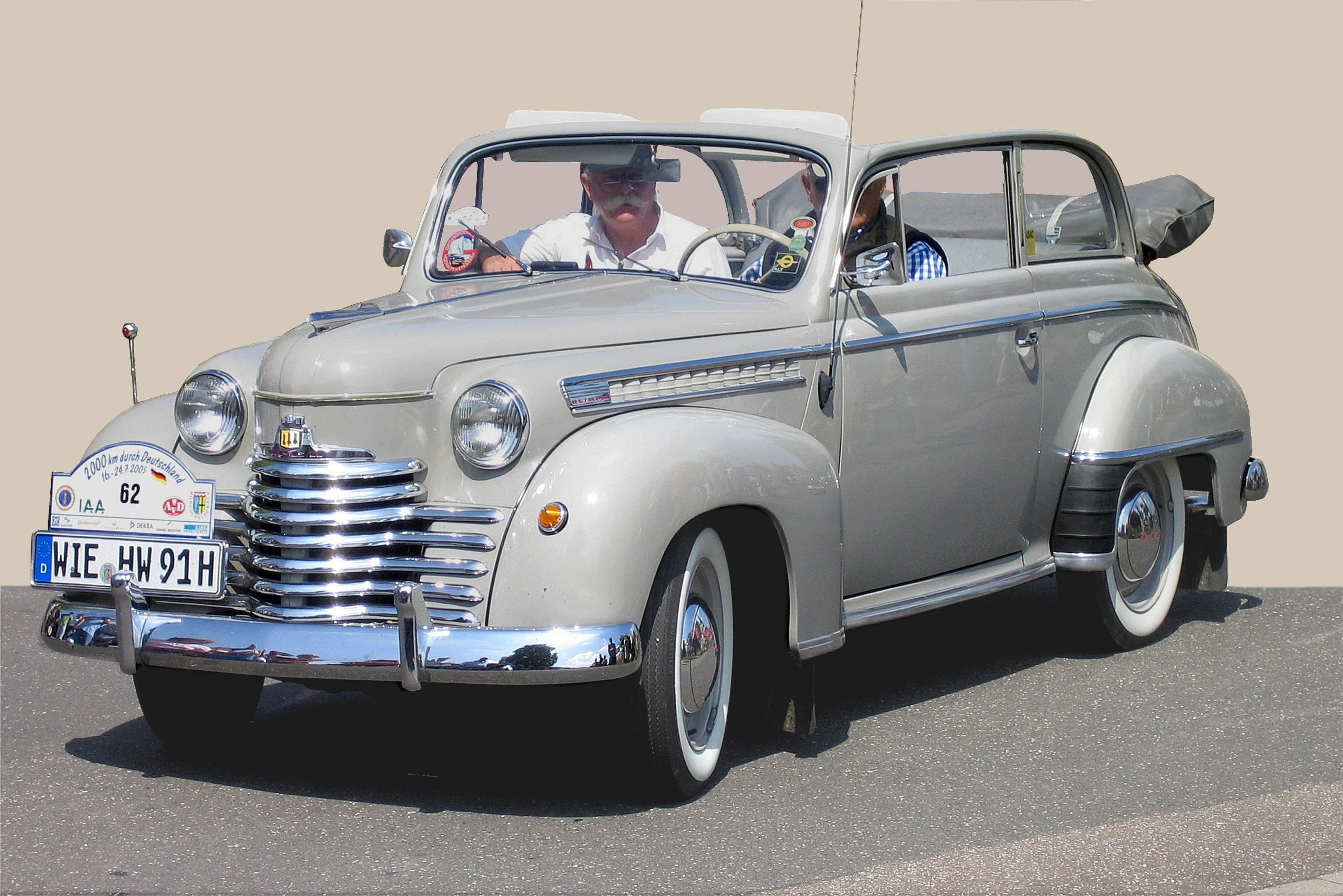
Opel Olympia Cabriolimousine (1950–1953)

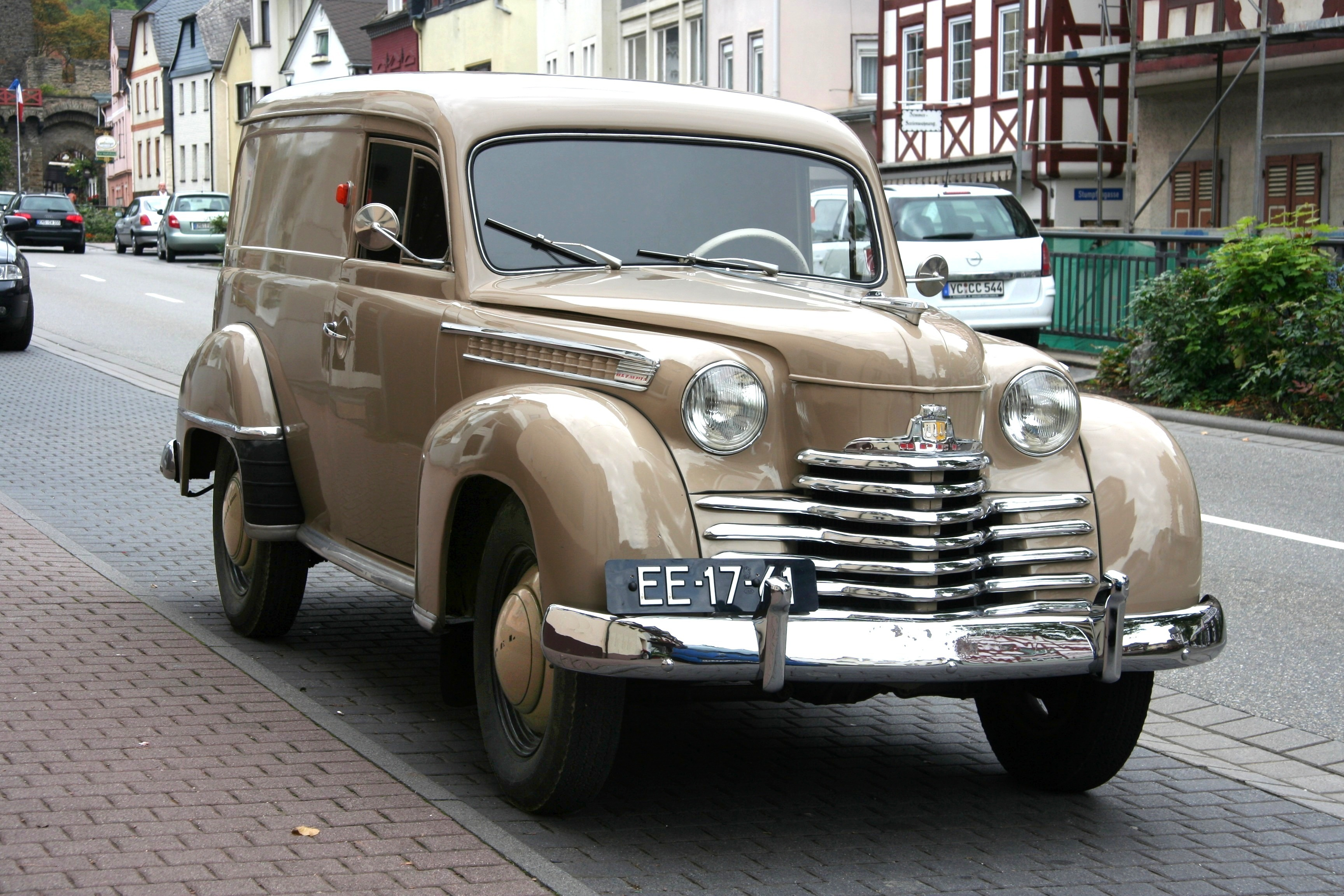
Opel Olympia Kastenwagen, Baujahr 1951

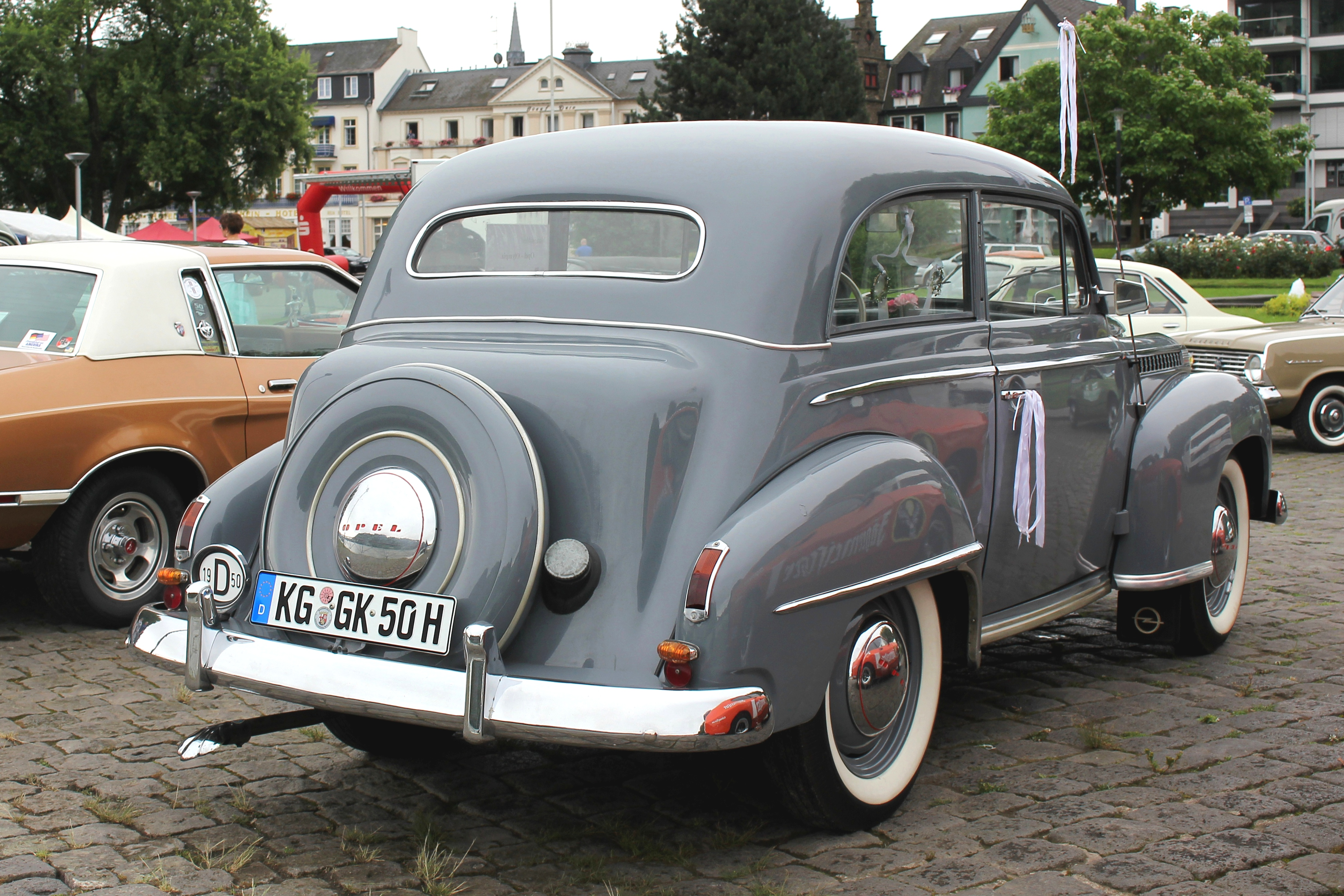
Olympia-Limousine, Baujahr 1950

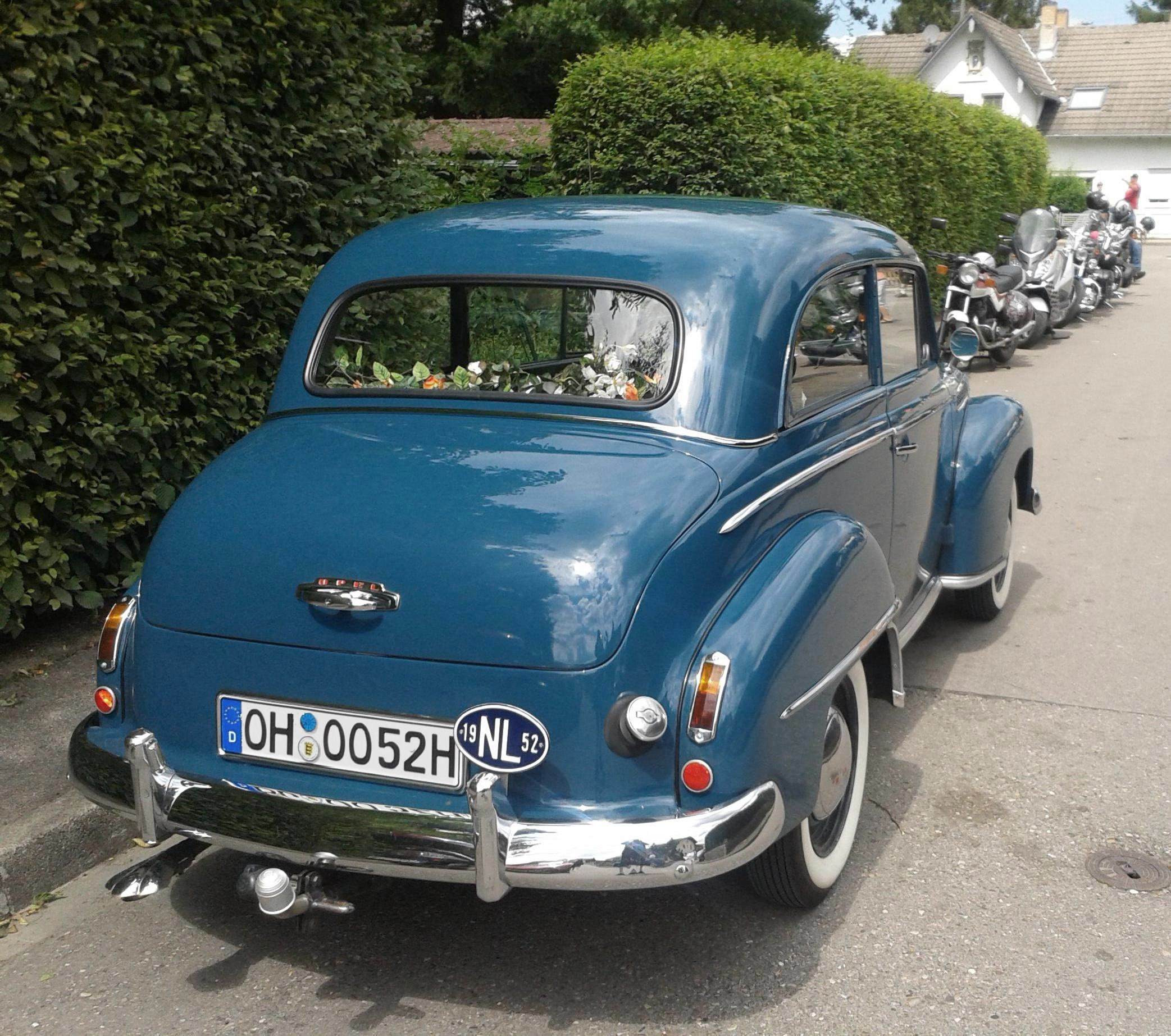
Ab 1951 von außen zugänglicher Kofferraum und großes Heckfenster

Der Olympia 47 entsprach weitgehend dem Olympia der Baujahre von 1938 bis 1940. Die Änderungen des Modells 47 bestehen in einer verbesserten Vorderachse mit Doppelquerlenkern, aber auch in einer reduzierten Ausstattung. Die neue Vorderachse hatte einen etwas kleineren Radstand von 2395 mm zur Folge. Der Radstand des Vorkriegsmodells betrug 2430 mm. Die Vorderachskonstruktion bewirkte weiterhin eine Vergrößerung der vorderen Spurweite auf 1195 mm und auch die Fahrzeughöhe nahm um 10 mm zu. Das Getriebe des Olympia 47 hatte vier Gänge; im folgenden Modell Olympia 50 wurde es durch ein Dreiganggetriebe ersetzt.
Produktionszahlen Olympia 47
Zwischen 1947 und 1949 wurden 25.952 Olympia 47 hergestellt.
| Jahr       | 1947 | 1948  | 1949   | Summe  |
| ---------- | ---- | ----- | ------ | ------ |
| Olympia 47 | 20   | 5.762 | 20.170 | 25.952 |

## Olympia ’50 (1950–1951)
Der Olympia 50 erhielt eine modernisierte Karosserie mit vergrößerten Außenabmessungen. Die Fahrzeuglänge stieg von 4020 mm auf 4050 mm gegenüber dem Olympia 47. Die Fahrzeugbreite nahm von 1500 mm auf 1564 mm zu. Als Getriebe stand nun nur noch ein Dreiganggetriebe zur Verfügung, das mit einer Lenkradschaltung bedient wurde. Das Modell 50 war auch als Kasten- und Kombiwagen erhältlich.
Produktionszahlen Olympia 50
Zwischen 1950 und 1951 wurden 42.461 Olympia 50 als Limousine hergestellt und 3.114 als Cabrio.
| Jahr                   | 1950   | 1951  | Summe  |
| ---------------------- | ------ | ----- | ------ |
| Olympia 50             | 38.227 | 4.234 | 42.461 |
| Olympia 50 Cabrio      | 3.114  | 0     | 3.114  |
| Summe                  | 41.341 | 4.234 | 45.575 |
| Olympia 50 Kastenwagen | 5.003  | 816   | 5.819  |

## Olympia ’51 (1951–1953)
Die Motorleistung des Olympia 51 wurde von bisher 37 PS auf 39 PS gesteigert.
Das ging mit einer längeren Achsübersetzung einher, wodurch die Drehzahl gesenkt werden konnte. Eine vergrößerte Spurweite vorn und hinten sowie ein Stabilisator ab April 1952 verbesserten das Fahrverhalten des Olympia. Die Batterie wurde von 75 Ah auf 84 Ah vergrößert. Felgen und Bereifung wurden von 16 Zoll auf 15 Zoll verkleinert.
Des Weiteren wurde beim 1951er Modell die Heckpartie stark überarbeitet; das Fenster wurde zur Verbesserung der Sicht nach hinten deutlich größer und der vergrößerte Kofferraum war nun von außen zugänglich. Außerdem wirkte der Kühlergrill mit sieben übereinander liegenden verchromten Rippen, von denen die unteren fünf bis zu den Kotflügeln reichten, deutlich breiter als der der vorhergehenden Modelle.

### Produktionszahlen Olympia 51
Zwischen 1951 und 1953 wurden 81.283 Olympia 51 als Limousine hergestellt und 6.036 als Cabrio.
| Jahr                   | 1951   | 1952   | 1953  | Summe  |
| ---------------------- | ------ | ------ | ----- | ------ |
| Olympia 51             | 31.920 | 41.940 | 7.423 | 81.283 |
| Olympia 51 Cabrio      | 4.000  | 2.036  | 0     | 6.036  |
| Summe                  | 35.920 | 43.976 | 7.423 | 87.319 |
| Olympia 51 Kastenwagen | 7.232  | 10.777 | 4.381 | 22.390 |

### Technische Daten des Modells 1951
- Motor und Getriebe:
  - Hub 74 mm, Bohrung 80 mm
  - Verdichtung 1:6,15
  - 39 PS (28,7 kW) bei 3700/min
  - Opel-Fallstromvergaser
  - maximales Drehmoment 9 mkp (88 Nm) bei 2000/min
  - Dreigang-Synchrongetriebe mit Lenkradschaltung
- Technik:
  - Lenkrad mit 435 mm Durchmesser
  - 6-Volt-Batterie mit 75 Ah Kapazität
  - 35-Liter-Tank im Heck
  - Bremsfläche 578 cm²
  - Superballonreifen 5.60-1
  - Höchstgeschwindigkeit 112 km/h
  - Kraftstoff-Normverbrauch 8,2 L/km
- Abmessungen:
  - Radstand 2395 mm
  - Spurweite 1203 mm / 1262 mm
  - Bodenfreiheit 183 mm
  - Länge 4050 mm
  - Breite 1564 mm
  - Höhe 1580 mm
  - Eigengewicht 920 kg
  - zulässiges Gesamtgewicht 1270 kg
- Preis der zweitürigen Limousine 6400 DM
- Preis der Cabriolimousine 6600 DM

## Technische Daten
|                                | Olympia '47                  | Olympia '50                  | Olympia '51                  |
| Bauzeitraum                    | 1947–1949                    | 1950                         | 1951–1952                    |
| Motorkenndaten                 |                              |                              |                              |
| Motortyp                       | 4 Zylinder (Reihenmotor)     | 4 Zylinder (Reihenmotor)     | 4 Zylinder (Reihenmotor)     |
| Ventilsteuerung                | Seitliche Nockenwelle        | Seitliche Nockenwelle        | Seitliche Nockenwelle        |
| Kühlung                        | Wasserkühlung (8,8 L Wasser) | Wasserkühlung (8,8 L Wasser) | Wasserkühlung (8,8 L Wasser) |
| Bohrung × Hub                  | 80,0 mm × 74,0 mm            | 80,0 mm × 74,0 mm            | 80,0 mm × 74,0 mm            |
| Hubraum                        | 1488 cm³                     | 1488 cm³                     | 1488 cm³                     |
| Verdichtungsverhältnis         | 6,15:1                       | 6,15:1                       | 6,15:1                       |
| max. Leistung bei min−1        | 28 kW (37 PS)/ 3500          | 28 kW (37 PS)/ 3500          | 29 kW (39 PS)/ 3700          |
| max. Drehmoment bei min−1      | 88 Nm/ 2000                  | 88 Nm/ 2000                  | 88 Nm/ 2000                  |
| Vergaser                       | 1 Opel Fallstromvergaser     | 1 Opel Fallstromvergaser     | 1 Opel Fallstromvergaser     |
| Kraftübertragung               |                              |                              |                              |
| Antrieb                        | Hinterradantrieb             | Hinterradantrieb             | Hinterradantrieb             |
| Getriebe                       | 4-Gang-Schaltgetriebe        | 3-Gang-Schaltgetriebe        | 3-Gang-Schaltgetriebe        |
| Messwerte                      |                              |                              |                              |
| Höchstgeschwindigkeit          | 112 km/h                     | 112 km/h                     | 112 km/h                     |
| Beschleunigung, 0–100 km/h     | 43 s                         | 43 s                         | 43 s                         |
| Kraftstoffverbrauch auf 100 km | 10 Liter                     | 10 Liter                     | 10 Liter                     |
| Leergewicht                    | 910 kg                       | 910 kg                       | 920 kg                       |
| Quellen:                       |                              |                              |                              |

## Nachkriegs-Produktionszahlen Olympia
| Jahr   | 1947 | 1948  | 1949   | 1950   | 1951   | 1952   | 1953  | SUMME   |
| ------ | ---- | ----- | ------ | ------ | ------ | ------ | ----- | ------- |
| Anzahl | 20   | 5.762 | 20.170 | 41.341 | 40.154 | 43.976 | 7.423 | 158.846 |

Die Angaben sind aus Werner Oswald Deutsche Autos 1945-1975 von 1979 entnommen.

## Erster Autoversand per Luftfracht
Auf einer Fahrt im März/April 1936 transportierte das Luftschiff LZ 129 Hindenburg den 500.000sten gebauten Opel, eben einen Opel Olympia, von Friedrichshafen nach Rio de Janeiro – der weltweit erste Transport eines Autos per Luftfracht. Das Fahrzeug wurde von einer großen Menschenmenge begeistert empfangen. Der brasilianische Verkehrsminister fuhr anschließend mit dem Wagen in die Innenstadt, wobei das Fahrzeug von einer Motorradeskorte begleitet wurde. Diese Marketingaktion ging auf eine Initiative des Opel-Nachrichtenchefs Dr. Carl T. Wiskott zurück und erfolgte pünktlich zum Verkaufsstart in Brasilien. Das Fahrzeug wurde anschließend in der Opel-Generalvertretung verlost.